# Kennedy Isles
Kennedy Sylvester Isles (* 25. Januar 1991 in Basseterre; † 24. Januar 2020 ebenda) war ein Fußballspieler von St. Kitts und Nevis.

## Karriere

### Verein
Er begann seine Karriere in der Saison 2010/11 beim Newtown United FC, wo er bis zum Saisonende 2012/13 aktiv war. Danach zog es ihn nach Trinidad und Tobago, wo er sich den St. Ann’s Rangers anschloss und für zwei Spielzeiten aktiv war. Danach war er für eine Saison bei Morvant Caledonia United aktiv. Zur Saison 2016/17 kehrte er in seine Heimat zurück und spielte für die Garden Hotspurs. Ab der Saison 19/20 schloss er sich noch einmal seinem ehemaligen Klub Newtown United an.

### Nationalmannschaft
Er hatte seinen ersten Einsatz für die Nationalmannschaft von St. Kitts und Nevis am 4. September 2014 während einer Partie in der Qualifikation für die Karibikmeisterschaft 2014. Bei dem 0:0 gegen St. Lucia wurde er in der 86. Minute für Orlando Mitchum eingewechselt. Zu seinem 10. und letzten Einsatz kam er im November 2018.

## Sonstiges
Er wurde am 24. Januar 2020 in Newtown angeschossen und erlag später seinen Verletzungen.